# Gheorghe David
Gheorghe David (* 4. Dezember 1932 in Beceni, Kreis Buzău; † 1999 in Otopeni, Kreis Ilfov) war ein rumänischer Politiker und Funktionär der Rumänischen Kommunistischen Partei (PCR), der unter anderem vor der Revolution 1989 zwischen 1984 und 1989 Kandidat des Politischen Exekutivkomitees des Zentralkomitees (ZK) der PCR war. Er fungierte zudem von 1984 bis 1985 als Minister für Landwirtschaft und Lebensmittelindustrie beziehungsweise zwischen 1985 und 1989 als Landwirtschaftsminister.

## Leben
Gheorghe David absolvierte ein Studium an einer Fakultät für Agrarwissenschaften und war nach dessen Abschluss als Agraringenieur zunächst Abteilungsleiter im Staatlichen Landwirtschaftsunternehmen IAS (Întreprinderea Agricola de Stat) in Petroșani. Er trat 1958 der Rumänischen Arbeiterpartei PMR (Partidul Muncitoresc Român) als Mitglied bei und war daraufhin nacheinander Direktor des IAS in Mereni (1958 bis 1962), Direktor des IAS in Blejești (1962 bis 1964) sowie Direktor des IAS in Urleasca (1964 bis 1979). Zwischenzeitlich absolvierte auch Studiengänge an der Abenduniversität für Marxismus-Leninismu sowie der Universität für Politik und Management. Auf dem Elften Parteitag der PCR (24. bis 27. November 1974) wurde er Kandidat des ZK der PCR und behielt diese Funktion bis zum 23. Juni 1979. Nachdem er zwischen 1979 und dem 31. August 1981 Generaldirektor der Generaldirektion für Landwirtschaft und Lebensmittelindustrie des Kreises Brăila und Mitglied des Parteikomitees dieses Kreises war, fungierte er vom 31. August 1981 bis zum 21. Mai 1982 als stellvertretender Leiter der Abteilung für Parteiarbeit in der Landwirtschaft des ZK der PCR.
David war zwischen dem 21. Mai 1982 und dem 14. November 1983 Berater des Generalsekretärs der PCR, Nicolae Ceaușescu, und fungierte anschließend vom 17. November 1983 bis zum 29. März 1984 als Staatssekretär und Leiter der Abteilung für staatliche Landwirtschaft im Ministerium für Landwirtschaft und Lebensmittelindustrie. Als Nachfolger von Ion Teșu wurde er im ersten Kabinett von Ministerpräsident Constantin Dăscălescu am 29. März 1984 zunächst Minister für Landwirtschaft und Lebensmittelindustrie und fungierte im zweiten Kabinett Dăscălescu vom 21. Dezember 1985 bis zum 22. Dezember 1989 als Landwirtschaftsminister. 1984 war er für einige Zeit auch Vorsitzender der Kommission für Typisierung, Standardisierung, Normen und Qualität in der Landwirtschaft und Lebensmittelindustrie und gehörte seit dem 31. Dezember 1984 dem Zentralrat für Typisierung, Standardisierung, Normen und Qualität als Mitglied an. Auf dem Dreizehnten Parteitag der PCR (19. bis 22. November 1984) wurde er sowohl Kandidat des Politischen Exekutivkomitees des ZK der PCR als auch Mitglied des ZK der PCR und gehörte diesen Gremien bis zum Zusammenbruch des Kommunismus im Zuge der Revolution am 22. Dezember 1989 an. 1985 wurde er Mitglied der Großen Nationalversammlung (Marea Adunare Națională) und vertrat dort bis 1989 den Wahlbezirk Nr. 2 Zimnicea im Kreis Teleorman. Des Weiteren wurde er im März 1989 Mitglied der Kommission für wirtschaftliche Zusammenarbeit und internationale Beziehungen von Partei und Staat des ZK der PCR. Mit dem Zusammenbruch des Kommunismus im Zuge der Rumänischen Revolution im Dezember 1989 verlor er alle Ämter.
Für seine Verdienste wurde er unter anderem mit dem Orden der Arbeit Dritter Klasse (Ordinul Muncii) sowie 1979 mit dem Titel Held der sozialistischen Arbeit (Erou al Muncii Socialiste) und der Goldmedaille „Hammer und Sichel“ (Medalia de aur „Secera și Ciocanul“) ausgezeichnet.